# خانه راعی فرد
خانه آقای راعی فرد مربوط به دوره پهلوی اول است و در بیرجند، بافت قدیم نزدیک بنای تاریخی مصلی واقع شده و این اثر در تاریخ ۲۵ اسفند ۱۳۷۹ با شمارهٔ ثبت ۳۴۶۴ به‌عنوان یکی از آثار ملی ایران به ثبت رسیده است.